# 英厄马尔·约翰松 (拳击运动员)
英厄马尔·约翰松（瑞典語：Ingemar Johansson，1932年9月22日—2009年1月30日），瑞典男子职业拳击运动员。他曾代表瑞典获得1952年夏季奥运会拳击比赛男子重量级银牌。他于2009年在孔斯巴卡去世。